# ТЭМ18
ТЭМ18 — маневровый тепловоз с электрической передачей с осевой формулой 30−30.

## Описание
Тепловоз ТЭМ18 выпускается Брянским машиностроительным заводом (БМЗ) с 1992 года. Тепловоз предназначен для маневровой, вывозной и лёгкой магистральной работы на железных дорогах и промышленных предприятиях.
БМЗ строит тепловозы данной серии в исполнении для колеи от 1435 до 1676 мм, для умеренного и тропического климата.
На тепловозе установлен четырёхтактный дизель 1ПД-1А.
Тепловоз оборудован:
- устройствами управления по системе двух единиц
- устройствами системы управления одним лицом
- установкой искрогасителя на выхлопе дизеля и экранным глушителем шума на всасывании воздуха в дизель
- подогревом наддувочного воздуха дизеля
- второй ступенью очистки воздуха, поступающего в дизель

В различных вариантах локомотивы данной серии поставлялись и поставляются в Казахстан (10 единиц в 2006 году), Польшу и Гвинею (2 тепловоза в 2006 году — в тропическом исполнении, с соответствующей модификацией дизеля, влагостойкой краской и специальными кабелями). Ещё один тепловоз (ТЭМ18KZ-0001) был изготовлен при участии БМЗ на новом совместном российско-казахстанском предприятии «Казахстанский локомотив» в Павлодаре в 2006 году.
В России ОАО «РЖД» после 10-летнего перерыва, в 2004 году, вновь стало закупать маневровые тепловозы (ТЭМ18Д).
В 2007 году завод полностью перешёл на выпуск серии ТЭМ18ДМ.

## Модификации

### ТЭМ18Д и ТЭМ18ДМ
Тепловозы данной серии оборудованы более совершенным и экономичным дизелем 1ПД-4Д, электрическим тормозом, телемеханической системой контроля бдительности машиниста ТСКБМ, а с 2008 года — комплексной системой контроля и безопасности на базе КПД-3ПВ, производства ПАО «Электромеханика».
Тепловозы ТЭМ18Д с 2004 года закупаются ОАО «РЖД». Локомотив ТЭМ18Д-001 с сентября 2004 года выполняет маневровую работу на станции Калининград-Сортировочный Калининградской железной дороги.
- ТЭМ18Д-001 (опытный образец)
- ТЭМ18Д-218 с пассажирским поездом на станции Наушки

Тепловоз серии ТЭМ18ДМ шестиосный, с электрической передачей постоянного тока предназначен для выполнения вывозной, маневровой и лёгкой магистральной работы на железнодорожных путях общего пользования и промышленных предприятий в районах с умеренным климатом при температуре окружающей среды от минус 50 °C до плюс 40 °C.
Тепловоз ТЭМ18ДМ оборудован новой, увеличенной в размерах кабиной машиниста, более совершенным и экономичным дизелем 1-ПД4Д производства предприятия ОАО «Пензадизельмаш». Применение этого дизеля позволяет отказаться от радиаторных секций для охлаждения масла, так как в его комплект входит водомасляный теплообменник. Кроме того, используется редуктор, вращающий вентилятор холодильной камеры, без привода водяного насоса холодного контура. Этот насос установлен непосредственно на дизеле.
На тепловозе применяются системы бортового энергоснабжения, микропроцессорного управления и диагностики, а также система микроклимата в кабине машиниста. Данные системы обеспечивают дополнительную экономию топлива, снижение расходов на ремонты и техническое обслуживание локомотива, а также улучшение условий труда локомотивной бригады.
Один из тепловозов ТЭМ18ДМ поставлен на металлургическое предприятие Запорожсталь.
С номера 3001 выпускается для железной дороги Монголии и для промышленных предприятий стран СНГ и Балтии.
- ТЭМ18ДМ-220 с блоками буферных фонарей исходной конструкции
- ТЭМ18ДМ-1000 с уменьшенными блоками буферных фонарей
- ТЭМ18ДМ-1809 с одиночными буферными фонарями

Всего выпущено 2681 тепловозов на июль 2024 года. Данные по выпуску тепловозов ТЭМ18Д и ТЭМ18ДМ по годам приведены в таблице:
| Год выпуска | Серия   | Количество тепловозов | Номера |
| ----------- | ------- | --------------------- | --- |
| 2004        | ТЭМ18Д  | 6                     | 001 - 006 |
| 2005        | ТЭМ18Д  | 37                    | 007 - 043 |
| 2006        | ТЭМ18Д  | 83                    | 044 - 126 |
| 2007        | ТЭМ18Д  | 93                    | 127 - 219 |
| 2007        | ТЭМ18ДМ | 7                     | 220-226 |
| 2008        | ТЭМ18ДМ | 120                   | 227-346 |
| 2009        | ТЭМ18ДМ | 78                    | 347-424 |
| 2010        | ТЭМ18ДМ | 70                    | 425-489, 3000-3003, 3010                                                                                             |
| 2011        | ТЭМ18ДМ | 136                   | 490-584, 3004-3009, 3011-3036                                                                                        |
| 2012        | ТЭМ18ДМ | 98                    | 585-649, 3037-3069                                                                                                   |
| 2013        | ТЭМ18ДМ | 170                   | 640-790, 3070-3098                                                                                                   |
| 2014        | ТЭМ18ДМ | 100                   | 791-865, 3099-3122                                                                                                   |
| 2015        | ТЭМ18ДМ | 119                   | 866-956, 3123-3150                                                                                                   |
| 2016        | ТЭМ18ДМ | 106                   | 957-1041, 3151-3171                                                                                                  |
| 2017        | ТЭМ18ДМ | 131                   | 1042-1143, 3172-3200                                                                                                 |
| 2018        | ТЭМ18ДМ | 144                   | 1144-1263, 3201-3227                                                                                                 |
| 2019        | ТЭМ18ДМ | 225                   | 1264-1457, 3228-3267                                                                                                 |
| 2020        | ТЭМ18ДМ | 183                   | 1458-1592, 1597-1620, 3268-3287, 3291-3293, 3295-3299                                                                |
| 2021        | ТЭМ18ДМ | 217                   | 1593-1596, 1621-1780, 3301, 3305-3325, 3328-3343, 3345-3347, 3349-3353, 3356-3560                                    |
| 2022        | ТЭМ18ДМ | 222                   | 1781-1925, 3303, 3354, 3355, 3361-3374, 3376, 3379-3381, 3384-3388, 3390, 3392-3413, 3415-3435, 3437-3440, 3442-3445 |
| 2023        | ТЭМ18ДМ | 221                   | 1926-2084, 3449-3462, 3464-3468, 3472-3476, 3478-3487, 3490, 3493-3500, 3503-3518, 3520                              |
| 2024        | ТЭМ18ДМ | 211                   | 2085-2258, 3521, 3523, 3524, 3526-3533, 3535, 3536, 3538-3554, 3558, 3560, 3566, 3567, 3570                          |

### ТЭМ18Т
Модификация тепловоза, оборудованная электрическим тормозом.

### ТЭМ18А
Модификация для работы как на колее 1435 мм, так и на колее 1520 мм.

### ТЭМ18Г
Модификация, работающая на сжатом природном газе с добавлением запальной порции дизельного топлива или на дизельном топливе. Выпускался в 1997, 1998 году. Выпущено всего 2 экземпляра. Первый приписан к депо ТЧЭ-5 Свердловск-Сортировочный Свердловской железной дороги и второй приписан к депо ТЧЭ-2 Лихоборы-Окружные Московской железной дороги.

### ТЭМ18ЭГ
Тропическое исполнение ТЭМ18, предназначенное для поставки в Гвинею. Выпускался в 2006 году. Выпущено всего 2 экземпляра. Место нахождения неизвестно.

### ТЭМ18В
Новая модификация тепловоза ТЭМ18 с дизелем от Wärtsilä (W6L20LA мощностью 882 кВт).
Всего выпущено 39 тепловозов. Данные по выпуску тепловозов приведены в таблице:
| Год выпуска | Количество | Номера    |
| ----------- | ---------- | --------- |
| 2011        | 1          | 001       |
| 2012        | 2          | 002 — 003 |
| 2013        | 21         | 004 — 024 |
| 2014        | 15         | 025 — 039 |
| Всего       | 39         | 001 — 039 |

Данные по приписке тепловозов по номерам приведены в таблице:
| Дорога      | Депо                        | Количество | Номера                               |
| ----------- | --------------------------- | ---------- | ------------------------------------ |
| Октябрьская | Бологовское                 | 3          | 027, 028, 030                        |
| Октябрьская | Выборг                      | 20         | 001-011, 013, 014, 016-021, 023      |
| Октябрьская | Санкт-Петербург-Финляндский | 16         | 012, 015, 022, 024-026, 029, 031-039 |

### ТЭМ18УТ
Модификация, оборудованная унифицированной микропроцессорной системой управления электропередачей — УСТА и электрическим остановочным тормозом.
Применение системы УСТА позволяет повысить надёжность работы дизель-генератора, увеличить пробег между техническими обслуживаниями, улучшить тяговые свойства тепловоза, увеличить срок эксплуатации колёсных пар, снизить расход песка, сократить износ тормозных колодок, снизить расход горюче-смазочных материалов.

## Технические данные
- Осевая формула — 3О−3О
- Мощность дизеля — 1200 л. с.
- Конструкционная скорость — 100 км/ч.
- Служебная масса — 126 т.
- Запас топлива — 5400 кг (3180 кг дизельного топлива и 725 кг сжатого природного газа для ТЭМ18Г)
- Запас песка — 2000 кг.